# Kotschya bullockii
Kotschya bullockii es una especie de planta floral del género Kotschya, tribu Dalbergieae, familia Fabaceae.

## Distribución
Se distribuye por Tanzania y Zambia.

## Taxonomía
Fue descrita por Verdc. y publicada en Kew Bulletin 24: 36 (1970).